# Уильямс, Деррик
Деррик Уильямс (англ. Derrick Williams; родился 25 мая 1991 года в Ла-Мирада, штат Калифорния) — американский профессиональный баскетболист, играющий на позиции тяжёлого форварда. Был выбран на драфте НБА 2011 года под общим вторым номером клубом «Миннесота Тимбервулвз».

## Студенческая карьера
Уильямс играл за баскетбольную команду старшей школы Ла-Миранды. После школы он получил предложение спортивной стипендии от нескольких университетов, включая Университет Южной Калифорнии (УЮК) и Университет Невады в Рино. Уильямс подал предварительную заявку на поступление в УЮК, но отозвал её, когда главный тренер баскетбольной команды УЮК, Тим Флойд, уволился из-за скандала с нарушением правил NCAA.
В 2009 году Уильямс поступил в Аризонский университет и сразу стал основным игроком команды. В дебютном сезоне он в среднем за игру набирал 15,7 очков, а по итогам сезона был включён в символическую сборную лучших новичков студенческого чемпионата и лучших игроков конференции PAC-10. В следующем сезоне Уильямс повысил свою результативность до 19,5 очков за игру и помог команде дойти до 1/4 финала турнира NCAA, где уступила будущим чемпионам из Университета Коннектикута. По итогам сезона Уильямс был признан лучшим игроком конференции PAC-10 и вошёл во вторую символическую сборную лучших игроков студенческого чемпионата.

## Профессиональная карьера

### Миннесота Тимбервулвз (2011—2013)
13 апреля 2011 года Уильямс выставил свою кандидатуру на драфт НБА 2011 года. 23 июня он был выбран под вторым номером клубом «Миннесота Тимбервулвз». Во время локаута в НБА 2011 года он провел лето в Университете Аризоны, посещая летние занятия, чтобы закончить обучение. Вскоре после драфта компания Under Armour подписала с Уильямсом рекламный контракт. Летом 2011 года Уильямс вместе с несколькими другими игроками НБА принял участие в выставочной игре на Филиппинах.
Уильямс участвовал в матче восходящих звезд, а также в конкурсе слэм-данков в рамках уик-энда всех звезд НБА 2012 года. 28 февраля 2012 года Уильямс набрал максимальные за сезон 27 очков в победе над «Лос-Анджелес Клипперс». Он реализовал 9 из 10 бросков с игры и 4 из 4 с трехочковой дистанции. 17 марта 2013 года он привел «Тимбервулвз» к победе над «Нью-Орлеан Хорнетс», набрав рекордные в карьере 28 очков.

### Сакраменто Кингз (2013—2015)
26 ноября 2013 года Уильямс был обменян в «Сакраменто Кингз» на форварда Люка Мба а Муте.] Он дебютировал 29 ноября 2013 года, набрав 12 очков (при 6 из 13 попаданиях), шесть подборов и четыре передачи в матче с «Лос-Анджелес Клипперс» (104-96), проигранном в овертайме. 9 декабря 2013 года Уильямс набрал рекордные для себя 31 очко в победе над «Даллас Маверикс».
В последней игре сезона 2014/15 15 апреля Уильямс набрал максимальные в сезоне 22 очка в победе над «Лос-Анджелес Лейкерс» со счетом 122-109.

### Нью-Йорк Никс (2015—2016)
9 июля 2015 года Уильямс подписал контракт с «Нью-Йорк Никс». Он дебютировал за «Никс» в первом матче сезона против «Милуоки Бакс» 28 октября, набрав 24 очка в победе со счетом 122-97. 12 января 2016 года он сделал свой первый дабл-дабл в сезоне, набрав 15 очков и 10 подборов в победе над «Бостон Селтикс» (120:114). На следующий день он установил свой карьерный максимум - 31 очко - в поражении от «Бруклин Нетс».

### Майами Хит (2016—2017)
10 июля 2016 года Уильямс, ставший свободным агентом, подписал контракт с клубом «Майами Хит». Соглашение рассчитано на один год, за который игрок получит 5 млн долларов. 6 февраля 2017 года Уильямс был отчислен из «Хит» после того, как провел за клуб 25 матчей.

### Кливленд Кавальерс (2017)
9 февраля 2017 года Уильямс подписал 10-дневный контракт с «Кливленд Кавальерс». В тот вечер Уильямс сыграл 22 минуты в своем дебютном матче против «Оклахома-Сити Тандер» (118-109) и набрал 12 очков, забив 3 из 3 с игры и 6 из 8 с линии штрафных бросков. 22 февраля он подписал второй 10-дневный контракт, а 4 марта - контракт на оставшуюся часть сезона. «Кавальерс» дошли до финала НБА 2017 года, где в пяти матчах уступили «Голден Стэйт Уорриорз».

### Тяньцзинь Голд Лайонс (2017—2018)
28 декабря 2017 года Уильямс подписал контракт с «Тяньцзинь Голд Лайонс» из Китайской баскетбольной ассоциации. В 15 матчах за «Тяньцзинь» с начала января по начало февраля Уильямс набирал в среднем 20,0 очка, 6,6 подбора, 1,4 передачи и 1,7 перехвата за игру.

### Лос-Анджелес Лейкерс (2018)
9 марта 2018 года Уильямс подписал 10-дневный контракт с «Лос-Анджелес Лейкерс». После истечения срока контракта «Лейкерс» решили расстаться с игроком.

### Бавария Мюнхен (2018—2019)
3 октября 2018 года Уильямс подписал контракт с «Баварией» из Баскетбольной Бундеслиги (ББЛ) и Евролиги на сезон 2018/19. В Евролиге Уильямс набирал в среднем 13,4 очка (9-е место в Евролиге) и 4,2 подбора за 29 игр, а также был 9-м в Евролиге по проценту попаданий штрафных бросков - 79,4%. В ББЛ Уильямс стал чемпионом с «Баварией», обыграв в финале берлинскую «Альбу».

### Фенербахче (2019—2020)
18 июля 2019 года «Фенербахче» объявил, что Уильямс подписал однолетний контракт с турецким клубом.

### Валенсия (2020—2021)
8 июля 2020 года Уильямс подписал контракт с «Валенсией» из испанской Лиги ACB.

### Маккаби Тель-Авив (2021—2022)
30 июня 2021 года Уильямс подписал однолетний контракт с «Маккаби Тель-Авив» из израильской баскетбольной Премьер-лиги и Евролиги. В среднем за игру он набирал 9,6 очка, 3,2 подбора и 1,2 передачи. 28 июня 2022 года Уильямс официально расстался с израильским клубом.

### Панатинаикос (2022—2023)
15 июля 2022 года Уильямс подписал однолетний контракт с «Панатинаикосом» из Греческой баскетбольной лиги и Евролиги. В 34 матчах Евролиги он набирал в среднем 12,4 очка, 3,9 подбора и 1,2 передачи, играя около 29 минут за матч. Кроме того, в 32 матчах внутренней лиги он набирал в среднем 6,2 очка и делал 2,1 подбора, играя около 18 минут за матч. 3 июля 2023 года он покинул команду.

### Метс де Гуайнабо (2025—настоящее время)
23 февраля 2025 года Уильямс перешел в клуб «Метс де Гуайнабо» из Пуэрто-Рико.

## Статистика

### Статистика в НБА
| Сезон                                                                                    | Команда    | Регулярный сезон | Регулярный сезон | Регулярный сезон | Регулярный сезон | Регулярный сезон | Регулярный сезон | Регулярный сезон | Регулярный сезон | Регулярный сезон | Регулярный сезон | Регулярный сезон | Серия плей-офф | Серия плей-офф | Серия плей-офф | Серия плей-офф | Серия плей-офф | Серия плей-офф | Серия плей-офф | Серия плей-офф | Серия плей-офф | Серия плей-офф | Серия плей-офф |
| Сезон                                                                                    | Команда    | GP               | GS               | MPG              | FG%              | 3P%              | FT%              | RPG              | APG              | SPG              | BPG              | PPG              | GP             | GS             | MPG            | FG%            | 3P%            | FT%            | RPG            | APG            | SPG            | BPG            | PPG            |
| ---------------------------------------------------------------------------------------- | ---------- | ---------------- | ---------------- | ---------------- | ---------------- | ---------------- | ---------------- | ---------------- | ---------------- | ---------------- | ---------------- | ---------------- | -------------- | -------------- | -------------- | -------------- | -------------- | -------------- | -------------- | -------------- | -------------- | -------------- | -------------- |
| 2011/12                                                                                  | Миннесота  | 66               | 15               | 21,5             | 41,2             | 26,8             | 69,7             | 4,7              | 0,6              | 0,5              | 0,5              | 8,8              | Не участвовал  | Не участвовал  | Не участвовал  | Не участвовал  | Не участвовал  | Не участвовал  | Не участвовал  | Не участвовал  | Не участвовал  | Не участвовал  | Не участвовал  |
| 2012/13                                                                                  | Миннесота  | 78               | 56               | 24,6             | 43,0             | 33,2             | 70,6             | 5,5              | 0,6              | 0,6              | 0,5              | 12,0             | Не участвовал  | Не участвовал  | Не участвовал  | Не участвовал  | Не участвовал  | Не участвовал  | Не участвовал  | Не участвовал  | Не участвовал  | Не участвовал  | Не участвовал  |
| 2013/14                                                                                  | Миннесота  | 11               | 0                | 14,7             | 35,2             | 13,3             | 87,5             | 2,4              | 0,1              | 0,4              | 0,4              | 4,9              | Не участвовал  | Не участвовал  | Не участвовал  | Не участвовал  | Не участвовал  | Не участвовал  | Не участвовал  | Не участвовал  | Не участвовал  | Не участвовал  | Не участвовал  |
| 2013/14                                                                                  | Сакраменто | 67               | 15               | 24,7             | 43,7             | 28,6             | 70,8             | 4,4              | 0,8              | 0,7              | 0,2              | 8,5              | Не участвовал  | Не участвовал  | Не участвовал  | Не участвовал  | Не участвовал  | Не участвовал  | Не участвовал  | Не участвовал  | Не участвовал  | Не участвовал  | Не участвовал  |
| 2014/15                                                                                  | Сакраменто | 74               | 6                | 19,8             | 44,7             | 31,4             | 68,4             | 2,7              | 0,7              | 0,5              | 0,1              | 8,3              | Не участвовал  | Не участвовал  | Не участвовал  | Не участвовал  | Не участвовал  | Не участвовал  | Не участвовал  | Не участвовал  | Не участвовал  | Не участвовал  | Не участвовал  |
| 2015/16                                                                                  | Нью-Йорк   | 80               | 9                | 17,9             | 45,0             | 29,3             | 75,8             | 3,7              | 0,9              | 0,4              | 0,1              | 9,3              | Не участвовал  | Не участвовал  | Не участвовал  | Не участвовал  | Не участвовал  | Не участвовал  | Не участвовал  | Не участвовал  | Не участвовал  | Не участвовал  | Не участвовал  |
| 2016/17                                                                                  | Майами     | 25               | 11               | 15,1             | 39,4             | 20,0             | 62,0             | 2,9              | 0,6              | 0,4              | 0,2              | 5,9              | Не участвовал  | Не участвовал  | Не участвовал  | Не участвовал  | Не участвовал  | Не участвовал  | Не участвовал  | Не участвовал  | Не участвовал  | Не участвовал  | Не участвовал  |
| 2016/17                                                                                  | Кливленд   | 25               | 0                | 17,1             | 50,5             | 40,4             | 69,2             | 2,3              | 0,6              | 0,2              | 0,1              | 6,2              | 8              | 0              | 4,8            | 53,3           | 60,0           | 100,0          | 0,4            | 0,5            | 0,0            | 0,1            | 2,6            |
| 2017/18                                                                                  | Лейкерс    | 2                | 0                | 4,5              | 25,0             | 0,0              | -                | 0,5              | 0,0              | 0,0              | 0,0              | 1,0              | Не участвовал  | Не участвовал  | Не участвовал  | Не участвовал  | Не участвовал  | Не участвовал  | Не участвовал  | Не участвовал  | Не участвовал  | Не участвовал  | Не участвовал  |
|                                                                                          | Всего      | 428              | 112              | 20,7             | 43,4             | 30,0             | 71,0             | 4,0              | 0,7              | 0,5              | 0,3              | 8,9              | 8              | 0              | 4,8            | 53,3           | 60,0           | 100,0          | 0,4            | 0,5            | 0,0            | 0,1            | 2,6            |
| Наведите курсор мыши на аббревиатуры в заголовке таблицы, чтобы прочесть их расшифровку. |            |                  |                  |                  |                  |                  |                  |                  |                  |                  |                  |                  |                |                |                |                |                |                |                |                |                |                |                |

### Статистика в NCAA
| Сезон | Команда | Conf   | Class | GP | GS | MPG  | FG%  | 3P%  | FT%  | RPG | APG | SPG | BPG | PPG  |
| --- | ------- | ------ | ----- | -- | -- | ---- | ---- | ---- | ---- | --- | --- | --- | --- | ---- |
| 2009/10 | Аризона | Pac-10 | FR    | 31 | 30 | 28,2 | 57,4 | 25,0 | 68,1 | 7,1 | 0,7 | 0,6 | 0,6 | 15,7 |
| 2010/11 | Аризона | Pac-10 | SO    | 38 | 38 | 30,0 | 59,5 | 56,8 | 74,6 | 8,3 | 1,1 | 1,0 | 0,7 | 19,5 |
| Всего | Всего   | Всего  | Всего | 69 | 68 | 29,2 | 58,6 | 51,1 | 71,9 | 7,7 | 0,9 | 0,8 | 0,7 | 17,8 |
| Наведите курсор мыши на аббревиатуры в заголовке таблицы, чтобы прочесть их расшифровку Статистика приведена с сайта sports-reference.com |         |        |       |    |    |      |      |      |      |     |     |     |     |      |

### Статистика в других лигах
| Сезон | Команда               | Лига                  | GP  | GS  | MPG  | FG%  | 3P%  | FT%   | RPG | APG | SPG | BPG | PFL | TOV | PPG  |
| --- | --------------------- | --------------------- | --- | --- | ---- | ---- | ---- | ----- | --- | --- | --- | --- | --- | --- | ---- |
| 2017/18 | Тяньцзинь Голд Лайонс | КБА                   | 15  | 6   | 30,1 | 50,5 | 33,9 | 70,5  | 6,6 | 1,4 | 1,7 | 0,7 | 2,7 | 1,9 | 20,0 |
| 2018/19 | Все клубы             | Все лиги              | 67  | 7   | 23,4 | 50,4 | 37,0 | 74,1  | 3,7 | 0,9 | 0,8 | 0,5 | 1,4 | 1,3 | 12,3 |
| 2018/19 | Бавария               | Чемпионат Германии    | 37  | 5   | 21,2 | 56,1 | 43,2 | 66,7  | 3,4 | 1,1 | 0,9 | 0,5 | 1,4 | 1,2 | 11,4 |
| 2018/19 | Бавария               | Евролига              | 29  | 2   | 26,0 | 46,0 | 33,3 | 78,4  | 4,2 | 0,6 | 0,6 | 0,5 | 1,4 | 1,5 | 13,4 |
| 2018/19 | Бавария               | Кубок Германии        | 1   | 0   | 29,9 | 23,1 | 0,0  | 100,0 | 4,0 | 1,0 | 4,0 | 0,0 | 3,0 | 0,0 | 15,0 |
| 2019/20 | Все клубы             | Все лиги              | 46  | 35  | 25,3 | 47,0 | 36,1 | 65,7  | 3,8 | 1,5 | 1,0 | 0,4 | 1,6 | 1,2 | 10,8 |
| 2019/20 | Фенербахче            | Евролига              | 28  | 20  | 26,1 | 48,7 | 37,3 | 66,7  | 3,9 | 1,2 | 1,1 | 0,3 | 1,5 | 1,0 | 11,3 |
| 2019/20 | Фенербахче            | Чемпионат Турции      | 17  | 14  | 24,8 | 45,6 | 35,2 | 63,9  | 3,6 | 2,0 | 0,9 | 0,5 | 1,9 | 1,6 | 10,7 |
| 2019/20 | Фенербахче            | Кубок Турции          | 1   | 1   | 12,6 | 0,0  | 0,0  | -     | 2,0 | 1,0 | 1,0 | 0,0 | 0,0 | 0,0 | 0,0  |
| 2020/21 | Все клубы             | Все лиги              | 73  | 44  | 18,4 | 50,9 | 34,0 | 68,5  | 2,6 | 0,9 | 0,6 | 0,1 | 1,6 | 1,0 | 7,7  |
| 2020/21 | Валенсия              | Чемпионат Испании     | 39  | 26  | 16,8 | 47,3 | 35,7 | 63,1  | 2,3 | 0,7 | 0,5 | 0,1 | 1,6 | 1,0 | 6,6  |
| 2020/21 | Валенсия              | Евролига              | 34  | 18  | 20,2 | 54,4 | 32,4 | 72,6  | 3,1 | 1,1 | 0,7 | 0,1 | 1,5 | 1,1 | 9,0  |
| 2021/22 | Все клубы             | Все лиги              | 59  | 42  | 24,1 | 47,4 | 41,1 | 69,9  | 3,4 | 1,0 | 0,7 | 0,2 | 1,9 | 1,5 | 10,1 |
| 2021/22 | Маккаби (Тель-Авив)   | Евролига              | 35  | 25  | 24,6 | 43,8 | 38,2 | 71,1  | 3,1 | 0,9 | 0,9 | 0,1 | 1,5 | 1,2 | 9,4  |
| 2021/22 | Маккаби (Тель-Авив)   | Чемпионат Израиля     | 24  | 17  | 23,4 | 52,5 | 45,1 | 67,9  | 3,9 | 1,2 | 0,5 | 0,3 | 2,4 | 2,0 | 11,0 |
| 2022/23 | Все клубы             | Все лиги              | 65  | 56  | 23,5 | 46,3 | 37,6 | 70,3  | 3,0 | 1,1 | 0,7 | 0,1 | 1,2 | 1,1 | 9,2  |
| 2022/23 | Панатинаикос          | Евролига              | 34  | 32  | 29,3 | 47,7 | 38,0 | 71,9  | 3,9 | 1,2 | 0,8 | 0,1 | 1,6 | 1,4 | 12,4 |
| 2022/23 | Панатинаикос          | Чемпионат Греции      | 31  | 24  | 17,0 | 43,2 | 36,7 | 65,6  | 1,9 | 0,9 | 0,5 | 0,1 | 0,9 | 0,7 | 5,7  |
| 2024/25 | Метс де Гвайнабо      | Чемпионат Пуэрто-Рико | 12  | 12  | 29,6 | 46,3 | 37,5 | 80,0  | 5,6 | 1,4 | 0,7 | 0,3 | 2,2 | 1,1 | 14,1 |
| Всего | Всего                 | Всего                 | 337 | 202 | 23,2 | 48,5 | 37,2 | 70,7  | 3,5 | 1,1 | 0,8 | 0,3 | 1,6 | 1,3 | 10,5 |
| В Евролиге | В Евролиге            | В Евролиге            | 160 | 97  | 25,2 | 47,8 | 36,3 | 72,8  | 3,6 | 1,0 | 0,8 | 0,2 | 1,5 | 1,2 | 11,0 |
| Наведите курсор мыши на аббревиатуры в заголовке таблицы, чтобы прочесть их расшифровку Статистика приведена с сайта basketball.realgm.com |                       |                       |     |     |      |      |      |       |     |     |     |     |     |     |      |